# Rising in the East
Rising in the East je živé DVD album od heavy metalové kapely Judas Priest. Album vzniklo v květnu 2005 při dvou koncertech v hale Nippon Budókan v Tokiu.

## Seznam skladeb
1. "The Hellion/Electric Eye" – 5:04
2. "Metal Gods" – 4:44
3. "The Hellion/Electric Eye" – 5:04
4. "Metal Gods" – 4:44
5. "Riding on the Wind" – 03:22
6. "The Ripper" – 03:09
7. "A Touch of Evil" – 06:04
8. "Judas Rising" – 04:28
9. "Revolution" – 04:55
10. "Hot Rockin'" – 03:41
11. "Breaking the Law" – 03:21
12. "I'm a Rocker" – 03:50
13. "Diamonds & Rust" – 04:14
14. "Worth Fighting for" – 04:39
15. "Deal with the Devil" – 04:26
16. "Beyond the Realms of Death" – 06:52
17. "Turbo Lover" – 06:14
18. "Hellrider" – 05:42
19. "Victim of Changes" – 11:29
20. "Exciter" – 05:57
21. "Painkiller" – 07:09
22. "Hell Bent For Leather# " – 04:18
23. "Living after Midnight# " – 6:54
24. "You've Got another Thing Comin' – 09:23

## Sestava
- Rob Halford – zpěv
- K.K. Downing – kytara
- Glenn Tipton – kytara
- Ian Hill – baskytara
- Scott Travis – bicí

## Externí úprava
- Záznam koncertu na youtube.com